# Vuossiselkä
Vuossiselkä är en kulle i Finland.   Den ligger i den ekonomiska regionen  Fjäll-Lappland  och landskapet Lappland, i den norra delen av landet, 900 km norr om huvudstaden Helsingfors. Toppen på Vuossiselkä är 433 meter över havet, eller 95 meter över den omgivande terrängen. Bredden vid basen är 2,9 km.
Terrängen runt Vuossiselkä är huvudsakligen platt.  Trakten runt Vuossiselkä är nära nog obefolkad, med mindre än två invånare per kvadratkilometer.